# Evangelische Kirche Auringen

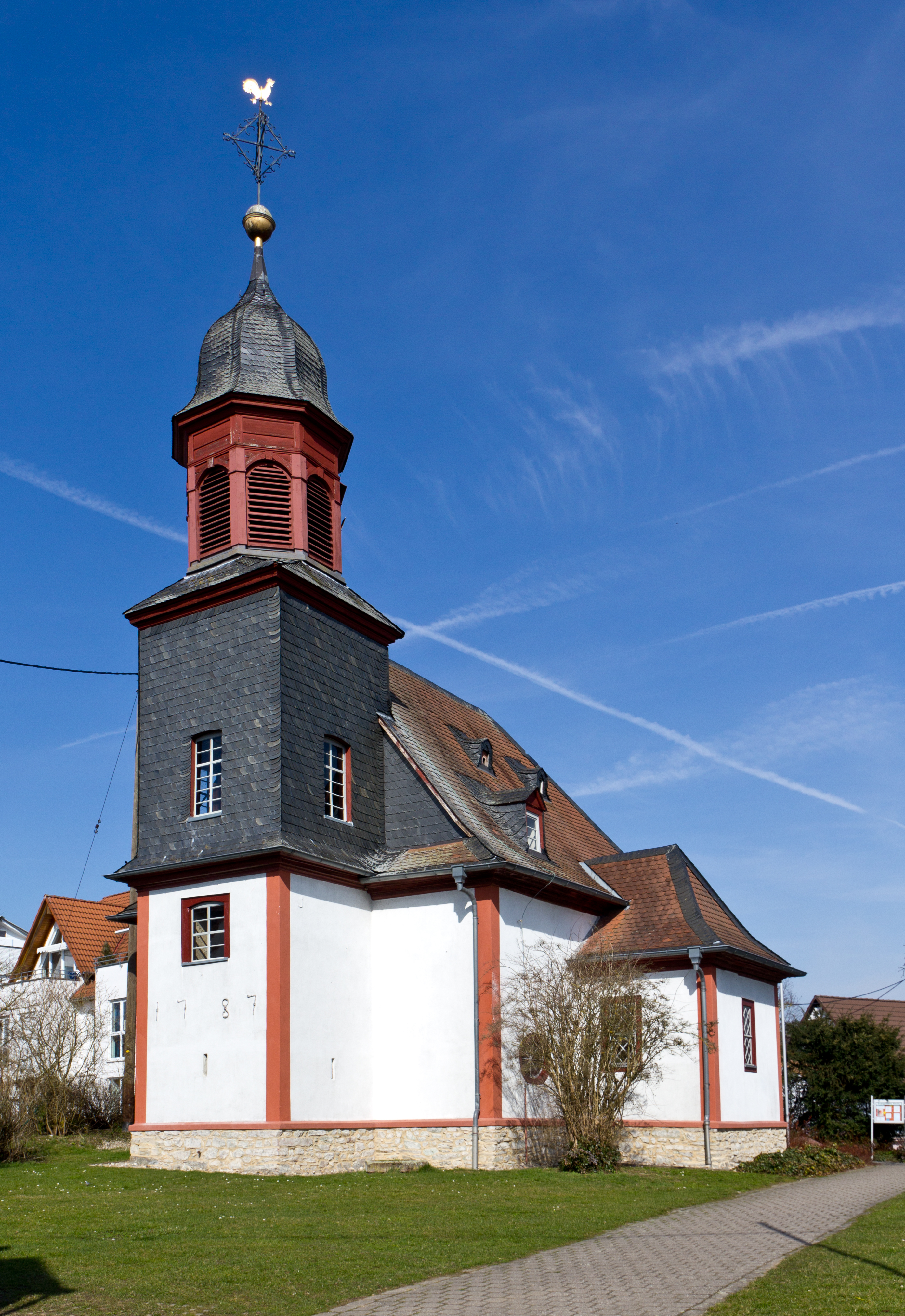
Evangelische Kirche

Die evangelische Kirche ist ein denkmalgeschütztes Kirchengebäude im alten Ortskern von Wiesbaden-Auringen, einem Ortsbezirk der hessischen Landeshauptstadt Wiesbaden. Die Kirchengemeinde gehört zum Dekanat Wiesbaden der Propstei Rhein-Main der Evangelischen Kirche in Hessen und Nassau.
Bis 1716 hatte Auringen kirchlich zu Kloppenheim gehört, erst dann bekam es seine eigene Kirche. Der kleine Fachwerkbau mit einer flachen Tonnendecke wurde innerhalb weniger Monate errichtet. Ursprünglich befand sich auf dem Dach ein kleiner Dachreiter, der nach kurzer Zeit baufällig wurde. Der Ostturm von 1787 ist mit einer hohen Haubenlaterne bekrönt. Die Kanzel, die aus der Kirche in Wiesbaden-Erbenheim übernommen wurde, stammt aus der Mitte des 17. Jahrhunderts. Innenrenovierungen sind 1856/57, 1923 und 1950/51 bezeugt. Von Dezember 1986 bis September 1987 war die Kirche wegen Renovierungsarbeiten geschlossen.